# Монтклер (Калифорнија)
Монтклер (енгл. Montclair) град је у америчкој савезној држави Калифорнија. По попису становништва из 2010. у њему је живело 36.664 становника.

## Демографија
Према попису становништва из 2010. у граду је живело 36.664 становника, што је 3.615 (10,9%) становника више него 2000. године.
| Група             | 2000.          | 2010.          |
| Белци             | 7.784 (23,6%)  | 5.293 (14,4%)  |
| Афроамериканци    | 2.112 (6,4%)   | 1.908 (5,2%)   |
| Азијати           | 2.688 (8,1%)   | 3.425 (9,3%)   |
| Хиспаноамериканци | 19.823 (60,0%) | 25.744 (70,2%) |
| Укупно            | 33.049         | 36.664         |